# (4293) Masumi
(4293) Masumi est un astéroïde de la ceinture principale.

## Description
(4293) Masumi est un astéroïde de la ceinture principale. Il fut découvert le 1er novembre 1989 à l'observatoire Gekko par Yoshiaki Ōshima. Il présente une orbite caractérisée par un demi-grand axe de 2,72 UA, une excentricité de 0,22 et une inclinaison de 9,4° par rapport à l'écliptique.

## Compléments